# Christkönigskirche (Wildenwart)

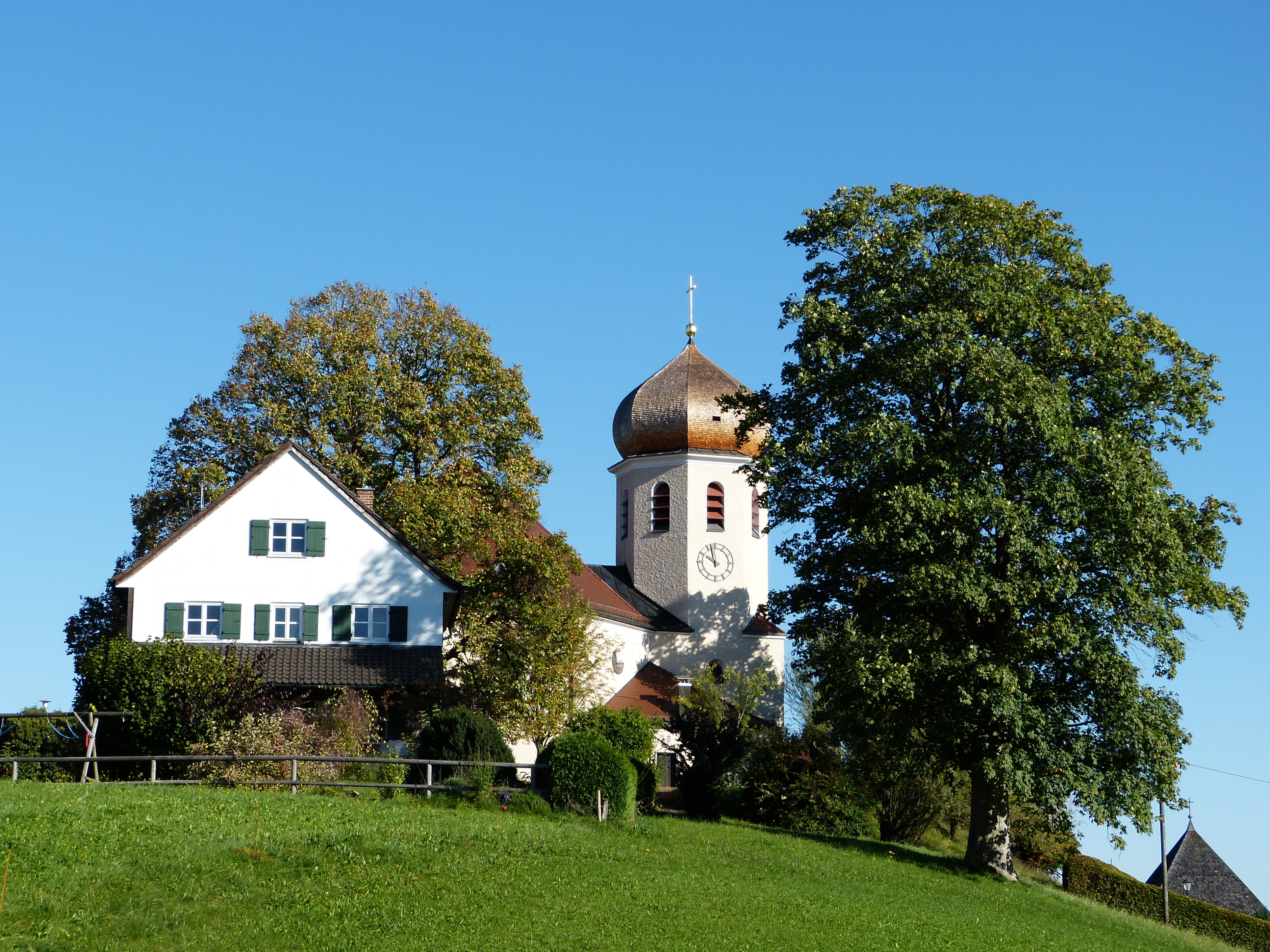
Das komplette Kirchenensemble von Süden mit Pfarrhaus und Teilen des angrenzenden Friedhofs

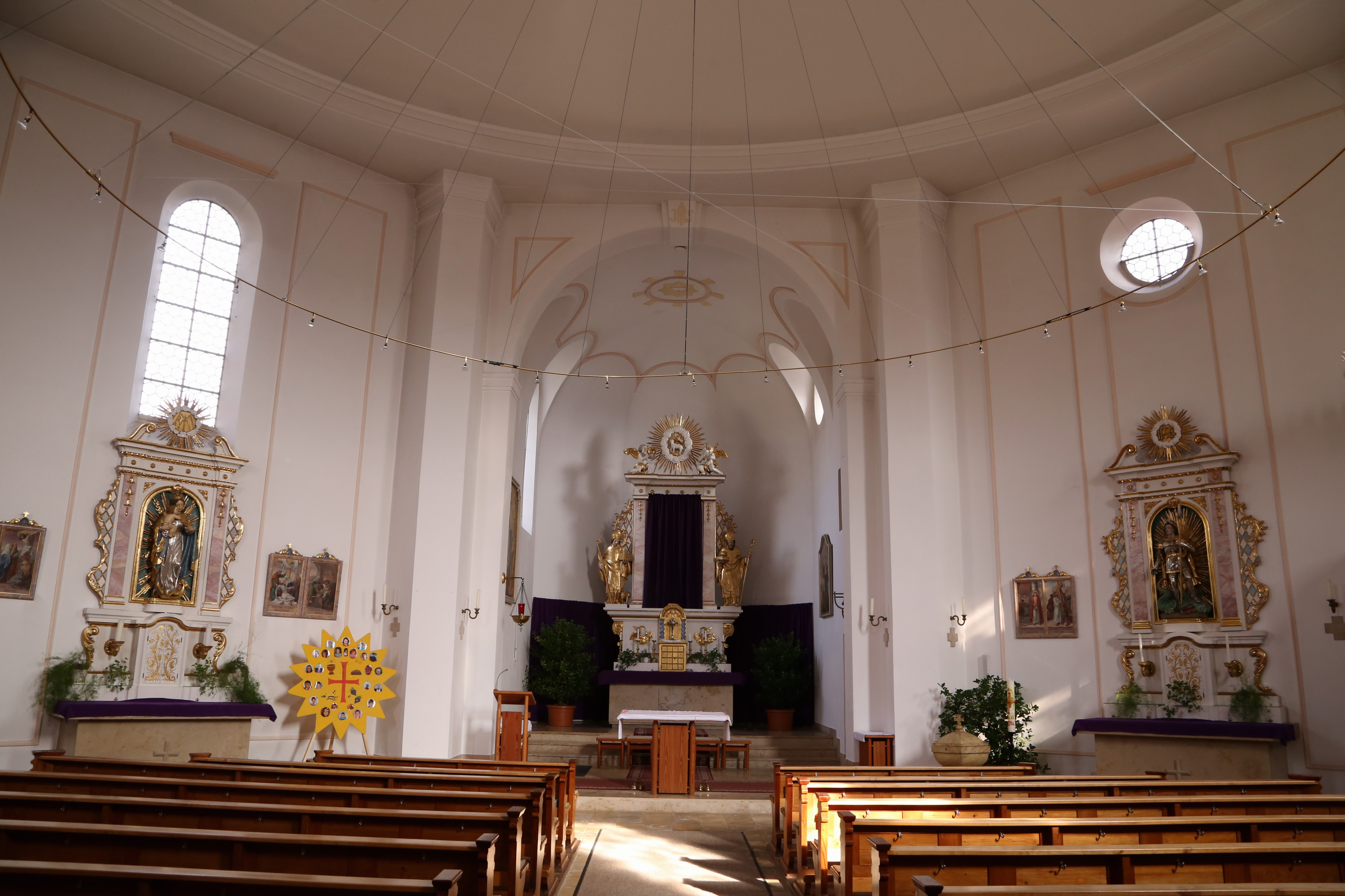
Innenansicht

Die Kuratiekirche Christkönig ist die römisch-katholische Dorfkirche von Wildenwart in Oberbayern. Sie wurde in den Jahren 1933/34 nach Entwürfen des Architekten und Kirchenbaumeisters Georg Berlinger auf einer kleinen Anhöhe außerhalb des Ortes errichtet. Am 15. Juli 1934 weihte Kardinal Faulhaber die Kirche mit dem Patrozinium Christkönig ein.
In ihrem Aussehen erinnert die zwiebelgekrönte Kirche ein wenig an die barocken Kirchen des Voralpenlandes. Zentrales Element des Baus ist der achteckige Chorraum. Die drei Altäre schuf der Kunstschreiner Wilhelm Köglsperger aus Bad Aibling. Das Gemälde des Hauptaltars stammt von Maximilian Freiherr von Schellerer. Auf dem Bild huldigen König Ludwig III. und Königin Marie Therese dem wahren Weltenkönig Christus. Auf dem Blatt ist auch Schloss Wildenwart mit seiner Kirche zu erkennen. Die beiden Seitenfiguren stellen die heiligen Bischöfe Korbinian und Rupert dar. Sie verkörpern die beiden Bistümer München-Freising, zu dem Wildenwart jetzt gehört, und Salzburg-Chiemsee, wozu es früher gehörte. Das vorgesehene große Deckenfresko in der Kuppel konnte nicht erstellt werden. Die Bauausführung lag in den Händen der Firma Voggenauer-Scheck aus Prien.

## Geschichte
Über Jahrhunderte hinweg wurde die ehemalige Gemeinde Wildenwart seelsorgerisch von der Pfarrei Prien betreut. Von dem Angebot der Schlossherrschaft, in der Schlosskapelle den Gottesdienst mitfeiern zu dürfen, wurde seit 1862 eifrig Gebrauch gemacht. Normalerweise fasst diese Kapelle 50 Personen, doch nahmen mitunter über 250 Gläubige, die bis auf die Schlossbrücke standen, an der Messfeier teil. Im Wildenwarter Pfarrarchiv ist ein Schreiben vom 14. Oktober 1931, in dem die „Rüstigen“ aufgefordert werden, doch das Opfer des Kirchganges nach Prien auf sich zu nehmen und die Gottesdienstmöglichkeit in Wildenwart den alten und gebrechlichen Leuten zu überlassen.
Der Wunsch nach einem eigenen Geistlichen und einer eigenen Kirche drückte sich bei der Bevölkerung in der Gründung eines Seelsorgevereins im Jahre 1923 aus. 1932 wurde der Seelsorgeverein erweitert zum „Seelsorge- und Kirchenbauverein“. Beim späteren Kirchenbau vertrat Vorstand Johann Niller die Interessen des Vereins. Zur selben Zeit bestand auch schon eine Arbeitsgemeinschaft des bayrischen Adels zur Errichtung einer Gedächtniskirche für Ihre Majestäten König Ludwig III. und Königin Marie Therese. Diese Kirche sollte in Wildenwart errichtet werden, da das Königshaus stets außerordentlich mit Wildenwart verbunden war. Königin Marie Therese war auch für kurze Zeit in Wildenwart beigesetzt. Das eigentlich vorgesehene Mausoleum konnte nach der Revolution nicht wie geplant gebaut werden, auch fehlten nach der Inflation die notwendigen Mittel. Wesentlich trug Kardinal Faulhaber durch eine Diözesansammlung zum Entstehen der Kirche bei. Weitere öffentliche Sammlungen konnten nicht durchgeführt werden, da alles dem Winterhilfswerk zukommen sollte. Am 17. September 1933 nahm Prälat Sebastian Fischer, Dompfarrer zu München, die Weihe des Grundsteins und der Grundmauern vor. Da der bereits begonnene Bau wegen Geldmangel eingestellt werden sollte, gab Kardinal Faulhaber noch einmal zehntausend Reichsmark Zuschuss. Das Bauvorhaben wurde als Anliegen der ganzen Gemeinde betrachtet, den Kirchengrund stifteten die Königlichen Hoheiten nach einem Grundstückstausch mit der Schmiedfamilie in Wildenwart; viele Anlieger leisteten Hand- und Spanndienste oder lieferten das notwendige Bauholz.